# Monochamus buquetii
Monochamus buquetii là một loài bọ cánh cứng trong họ Cerambycidae.